# عدو الشعب (مصطلح)

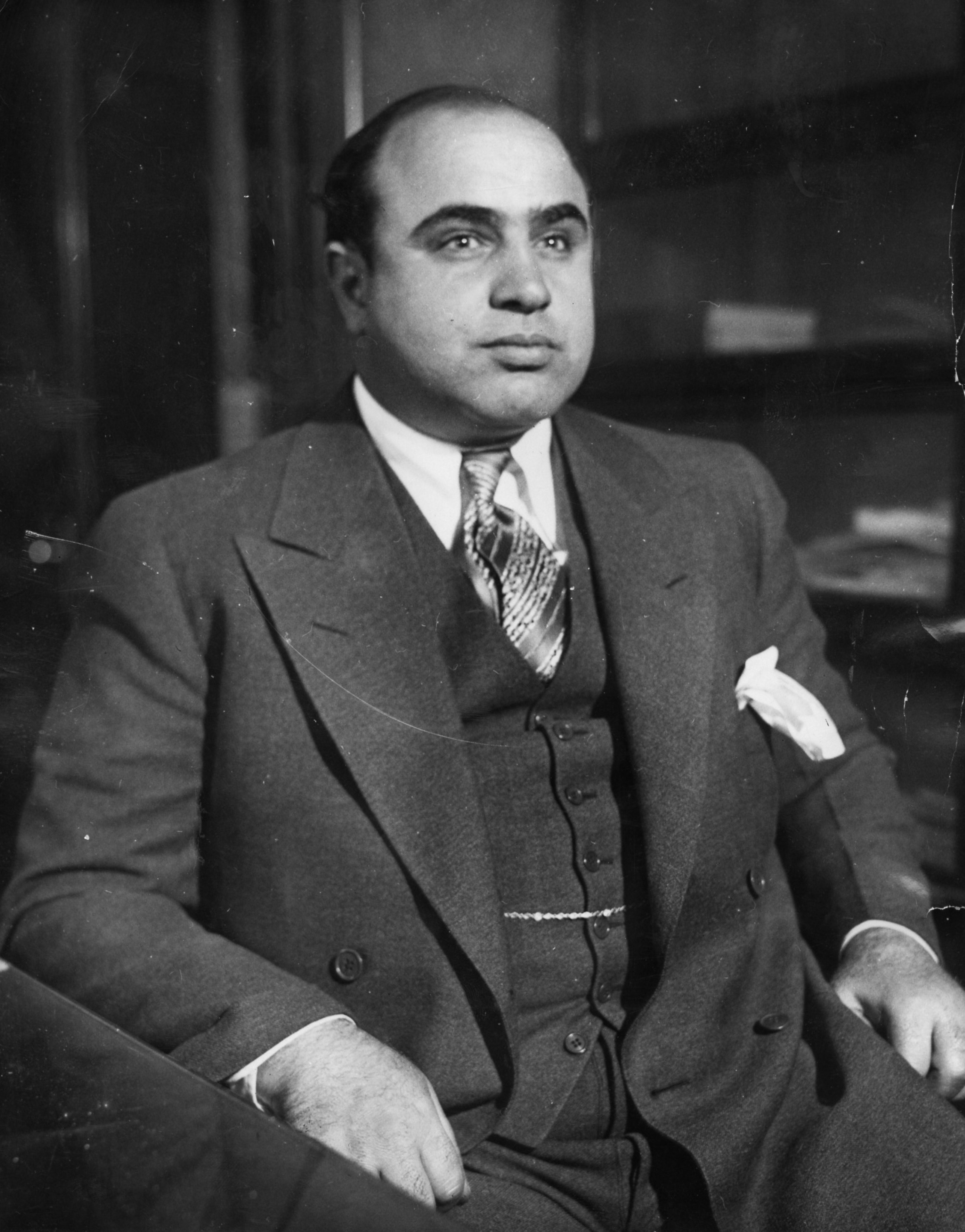
يظهر آل كابوني، المعروف بـ"سكارفيس"، هنا في مكتب مباحث شيكاغو بعد اعتقاله بتهمة التشرد بصفته عدوًا عامًا رقم 1، في هذه الصورة الأصلية بالأبيض والأسود مقاس 8 × 10، المرفقة بتعليق مكتب الأخبار الأصلي على ظهرها، بتاريخ "26-2-31". يصف التعليق ظهوره أمام مكتب مباحث شيكاغو بتهمة التشرد بعد مثوله أمام المحكمة على يد ضباط شرطة فيدراليين بتهمة ازدراء المحكمة. تشير طوابع التاريخ والملاحظات الأخرى إلى استخدام الصحيفة للصورة لاحقًا، بما في ذلك مقال آخر مرفق، بتاريخ 26 يناير 1947 بعد وفاة كابوني. اكتسب كابوني لقب "سكارفيس" من شجار في حانة عندما كان في الثامنة عشرة من عمره، حيث كان يعمل نادلًا وحارسًا لدى رجل العصابات فرانكي فالي. أصبح كابوني فيما بعد أحد أكثر زعماء العصابات قسوة على الإطلاق، حيث كانت عملياته في شيكاغو تتعرض للتعطيل بشكل روتيني من قبل العميل الفيدرالي الشهير إليوت نيس (مسلسل "المنبوذون"). يأتي مع شهادة تضمن بشكل غير مشروط صحة هذا العنصر.

عدو الشعب هو مصطلح يصف الأفراد الذين تعتبر أنشطتهم إجرامية وتضر بشدة بالمجتمع، بما في ذلك القراصنة وقطاع الطرق وقطاع الطرق ورجال العصابات وما شابه ذلك من الخارجين عن القانون.

## الأصل والاستخدام
ويعود التعبير إلى العصر الروماني. أعلن مجلس الشيوخ أن الإمبراطور نيرون عدواً للشعب في عام 68 م. ترجمتها المباشرة هي "العدو العام". في حين أن كلمة "public" تُستخدم حاليًا في اللغة الإنجليزية لوصف شيء متعلق بالجماعية ككل، مع الإشارة ضمنًا إلى الحكومة أو الدولة، فإن الكلمة اللاتينية "publicus" يمكن، بالإضافة إلى هذا المعنى، أن تشير أيضًا مباشرة إلى الأشخاص، مما يجعل إنه يعادل مضاف إليه populus ("الناس")، populi ("شعبي" أو "من الشعب"). ومن ثم، فإن "عدو الشعب" و"عدو الشعب" هما مترادفان اشتقاقيًا.
تم إثبات هذه العبارة في القرن السابع عشر في المملكة المتحدة.
تم استخدام عبارة "ennemi du peuple" على نطاق واسع خلال الثورة الفرنسية. في 25 ديسمبر 1793، قال روبسبير: "إن الحكومة الثورية مدينة للمواطن الصالح بكل حماية الأمة، وهي لا تدين لأعداء الشعب بشيء سوى الموت". وسع قانون 22 بريريال عام 1794 من اختصاص المحكمة الثورية لمعاقبة "أعداء الشعب"، مع بعض الجرائم السياسية التي يعاقب عليها بالإعدام، بما في ذلك "نشر أخبار كاذبة لتقسيم الناس أو إزعاجهم".